# 舊利什尼亞
50°41′9″N 24°10′6″E / 50.68583°N 24.16833°E
舊利什尼亞（烏克蘭語：Стара Лішня），是烏克蘭的村落，位於該國西部沃倫州，由沃洛德米爾區負責管轄，始建於1450年，面積9.1平方公里，海拔高度195米，2001年人口424，人口密度每平方公里46.59人。